# Schlacht von Mardsch Dabiq
Die Schlacht von Mardsch Dabiq (arabisch مرج دابق, DMG Marǧ dābiq; türkisch: Mercidabık Muharebesi) in der Nähe von Aleppo fand am 24. August 1516 zwischen dem Osmanischen Reich unter Sultan Selim I., dem Gestrengen, und den Mamluken unter dem Sultan der Burdschiyya-Dynastie Al-Aschraf Qansuh al-Ghuri statt. Die Schlacht endete mit dem Sieg der Osmanen und dem Tod von al-Ghuri.
Während der Herrschaft von Sultan Bayezid II. (1481 bis 1512) unternahmen die Osmanen ernsthafte Maßnahmen gegen den Einfluss der Mamluken im nördlichen Syrien. Nach zahlreichen vorhergehenden Provokationen wurde die versprochene Unterstützung des Schahs der Safawiden, Ismail I., durch die Mamluken eine zu starke Bedrohung für das Osmanische Reich. Trotz al-Ghuris vorgeblicher Bemühungen als Vermittler zwischen Sultan Selim und Schah Ismail während eines Besuchs in Aleppo vermutete Selim I. eine zu große Neigung al-Ghuris zu den Safawiden.
Nach der Ermordung der Begleiter al-Ghuris wurde diesem die Haltung Sultan Selims deutlich, was zur Schlacht von Mardsch Dabiq führte. Nach dem Sieg in der Schlacht wurde Sultan Selim in Aleppo als Befreier von der harten Regentschaft der Mamluken angesehen. Letztlich führte der Sieg aber auch zu einer Öffnung Syriens gegenüber dem Osmanischen Reich.